# Ecbolium fimbriatum
Ecbolium fimbriatum är en akantusväxtart som beskrevs av Raymond Benoist. Ecbolium fimbriatum ingår i släktet Ecbolium och familjen akantusväxter. Inga underarter finns listade i Catalogue of Life.